# Stock car

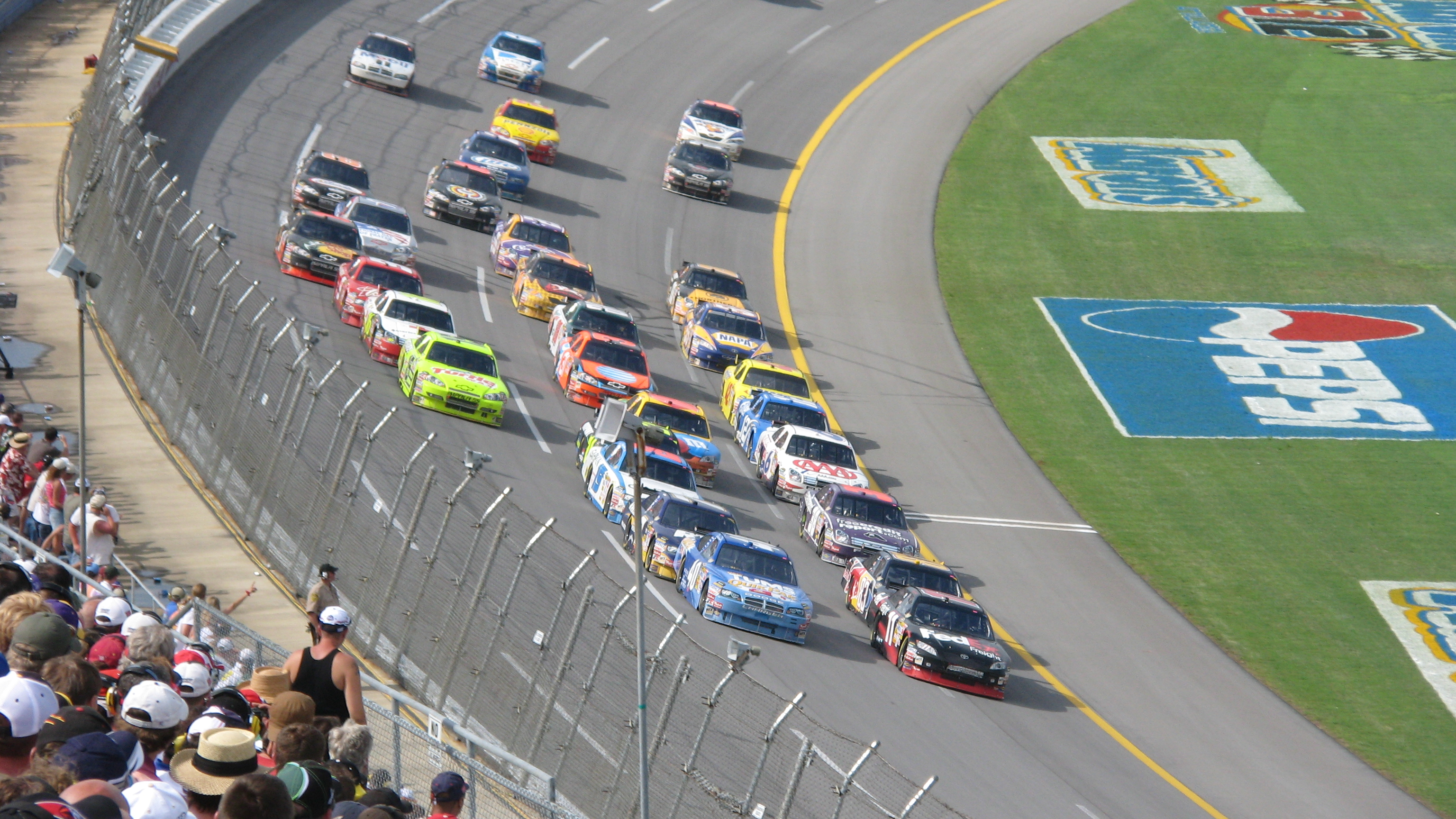
Inizio di una gara della Sprint Cup Series nel 2008

La stock car è un tipo di autovettura destinata alle gare automobilistiche di categoria turismo, principalmente negli Stati Uniti d'America, Canada, Nuova Zelanda, Gran Bretagna e Brasile.

## Circuiti impegnati
Le tradizionali competizioni automobilistiche relative si svolgono su tracciati dalla forma ovale (benché esistano alcune eccezioni, come le corse disputate al Watkins Glen, e al Sonoma Raceway, entrambe su tracciati stradali) che presentano lunghezze che comprese tra i 400 metri ed i 4,2 chilometri. La NASCAR ("National Association for Stock Car Auto Racing") è la più grande organizzazione mondiale per le gare riservate alle stock car, e la sua Cup Series risulta  la classe regina per queste ultime. Tali gare durano da un minimo di circa 300 km a un massimo di 965.6 km in occasione della Coca Cola 600. La velocità media nelle classi superiori è di solito comparabile entro il 70-80% alla velocità delle vetture nelle corse a ruote scoperte presso gli stessi tracciati. Alcune auto possono raggiungere velocità superiori a 320 km/h in piste come la celeberrima Indianapolis Motor Speedway e Charlotte Motor Speedway.
Per motivi di sicurezza, in alcuni circuiti come il Daytona International Speedway e il Talladega Superspeedway vengono utilizzati dei sistemi per la limitazione della velocità chiamati "flange di strozzatura dell'aria" che limitano la velocità massima a circa 309 km/h.

## Le vetture
"Stock car" significa letteralmente "auto di serie". Le prime stock car erano infatti vetture di serie debitamente modificate, in contrapposizione alle "race car" che erano invece le auto specificamente costruite per le competizioni. Le stock car moderne sono invece delle vetture silhouette: somigliano, esteriormente, a normali berline familiari, tuttavia sono costruite come vere e proprie autovetture da corsa in tutti i particolari. Esse vengono infatti costruite e assemblate secondo una rigida serie di norme che definiscono ogni aspetto dell'autovettura, dal design esterno (le scocche includono la Ford Mustang, Chevrolet SS e Camaro, Toyota Camry e la Dodge Challenger) al telaio, alle sospensioni, al motore, ecc. Tali norme rendono le autovetture che gareggiano tutte molto simili tra loro. Per quanto riguarda i motori, sono tutti 8 cilindri con cilindrata di 6000 cc. Riescono a erogare potenze vicine agli 800 cavalli, limitati a 450 nelle sole piste di Daytona e Talladega per motivi di sicurezza. I motori non hanno il compressore e sono alimentati con due carburatori a doppia presa. Le velocità di punta arrivano oltre i 330 km/h. Il cambio è a quattro marce.
L'equivalente europeo dei campionati riservati alle stock car è la NASCAR Whelen Euro Series; nata nel 2008 dal gruppo francese Team FJ. Le prime due stagioni di questo campionato si sono corse esclusivamente su piste nazionali francesi. Successivamente, la serie è stata approvata come internazionale dalla FIA (Federazione internazionale dell'automobile) alla fine del 2010. Dal 2011 il campionato viene corso in sei paesi europei (presente anche l'Italia) con doppio round per ogni appuntamento, con  un totale di dodici gare complessive. Cinque appuntamenti vengono effettuate sui classici circuiti europei, solo nella tappa olandese si corre su un ovale. La serie si divide in due categorie, la Divisione ELITE 1 e la Divisione ELITE 2. Per quanto riguarda il regolamento valgono le regole di quello americano, ma con limitazione di 450 cavalli anziché 800 per i motori.